# Genesis (IT компанія)
Genesis — продуктова ІТ-компанія, що створює бізнеси з підприємцями Центральної та Східної Європи. Genesis є одним із найбільших глобальних розробників неігрових застосунків. Сумарна кількість завантажень застосунків Genesis — понад 300 млн. Щомісяця цифровими продуктами Genesis користуються десятки мільйонів людей, компанія є одним із найбільших партнерів Facebook, Google, Snapchat та Apple в Східній Європі.
Genesis розвиває виключно свої продукти, не займаючись аутсорсингом та сервісним бізнесом. Основні напрямки продуктів Genesis — медіа, мобільні додатки та електронна комерція. В екосистемі розвиваються проєкти AMO, Keiki, OBRIO, Boosters, Universe та інші. 2020 року компанії Genesis Universe та OBRIO почали активно працювати над розвитком напрямку розробки ігор.
У Genesis є виділені компанії, що почали розвиток в екосистемі, а тепер працюють незалежно. Серед найбільш відомих незалежних бізнесів — дошка оголошень в Західній Африці Jiji, лінійка застосунків для здоров'я та фітнесу BetterMe, застосунок для швидкого читання книг Headway.
У грудні 2021 року, компанія Genesis посіла третє місце серед ІТ-роботодавців України у категорії «понад 1500 спеціалістів» у рейтингу роботодавців, що укладається українським профільним вебвиданням DOU. Genesis реалізує власні освітні програми, серед яких IT School, Analytics School, Media School та інші.
У лютому 2022 року в КПІ ім. Сікорського Genesis спільно з факультетом інформатики та обчислювальної техніки (ФІОТ) КПІ запустила освітні курси з розробки ігор та архітектури високонавантажених систем.

## Засновники
Василь Ульянов і Володимир Многолєтній

## Продукти
1. Мобільні застосунки
2. E-commerce напрямок
3. Genesis Media
4. Інвестиційний фонд Genesis

## AmoMama
AmoMama (укр. АмоМама) — мультимедійна платформа, що створює цифровий контент англійською, німецькою, французькою, та іспанською мовами.

### Історія
AmoMama створено 2017 року Іваном Борохом та Дмитром Смірновим як розважальний новинний сайт для жіночої аудиторії, для публікації історій, фото і відео контенту та порад. У 2018 році щомісячне охоплення постів на сторінці компанії у Facebook сягнуло одного млрд користувачів. У цьому ж році AmoMama стала єдиним ключовим партнером Facebook серед бізнесу регіону EMEA (Європа, Близький Схід і Африка).
9 червня 2020 року з метою підвищення рівня обізнаності про рак молочної залози, AmoMama створила проєкт «Жінки з волею». Ініціатива передбачала публікацію серії інтерв'ю з директорами фондів раку молочної залози та тих, хто пережив рак молочної залози. Також було створено платформу, щоб поділитися своїм досвідом боротьби з хворобою.
Аудиторія сягає 40 млн щомісяця. У статтях використовуються консультації українських психологів у співпраці з платформою «HelpSMI». Платформа працює для аудиторії з США, Франції, Німеччині, Іспанії, Канади та Латинської Америки.
AmoMama створювали відео для сторінок у Facebook та YouTube, загальна кількість переглядів яких становила понад 500 млн переглядів за місяць, що зараз є окремим напрямом компанії AMO.
Редактори AmoMama є носіями мови й працюють віддалено з різних країн, на цей час AmoMama співпрацює з авторами з понад 17 країн. Серед них Україна, США, Франція, Німеччина, Південна Африка, Філіппіни, країни Латинської Америки. З 2020 року в AmoMama працює понад 150 працівників з усього світу. У день на сайтах AmoMama виходить 100—150 матеріалів.

## Покликання
- https://gen.tech/ [Архівовано 25 грудня 2019 у Wayback Machine.]
- https://www.the-village.com.ua/village/service-shopping/interior/289351-office-genesis-podil-tarasa-shevchenka-africa [Архівовано 12 серпня 2020 у Wayback Machine.]
- https://dou.ua/lenta/articles/dou-revisor-genesis/ [Архівовано 31 жовтня 2020 у Wayback Machine.]
- https://happymonday.ua/company/genesis [Архівовано 19 вересня 2020 у Wayback Machine.]